# Dê um Rolê (canção)
"Dê um Rolê" é uma canção da banda Novos Baianos, lançada em 1971 dentro do compacto de mesmo nome, com composição de Moraes Moreira e Luiz Galvão. Houve também uma segunda versão com a participação da cantora Baby Consuelo. A composição foi oferecida primeiramente à Gal Costa em 1970, mas devido a seu exílio político na mesma época, a canção não chegou a ser gravada em estúdio. É parte da trilha sonora do filme Meu nome é Gal (2023).

## Alinhamento de faixas
| Download digital |                                    |                         |              |         |  |
| N.º              | Título                             | Compositor(es)          | Produtor(es) | Duração |  |
| 1.               | "Dê um Rolê"                       | Moraes Moreira & Galvão |              | 4:29    |  |
| 2.               | "Dê um Rolê" (part. Baby Consuelo) | Moraes Moreira, Galvão  |              | 4:29    |  |

## Contexto
A música  é um convite à reflexão e ao desprendimento das amarras sociais e materiais. A letra começa com um chamado para não temer a afirmação de que a vida é boa, sugerindo que, apesar das adversidades, existe uma beleza intrínseca na existência que deve ser apreciada.
A expressão 'dê um rolê' é uma gíria brasileira que significa sair para passear, explorar ou simplesmente se divertir. No contexto da música, ela é usada para encorajar o ouvinte a se afastar das disputas e conflitos ('enquanto eles se batem') e buscar uma experiência mais autêntica e positiva da vida. A música evoca a ideia de que o amor próprio e o valor pessoal não estão atrelados a bens materiais ('Pra quem vale mais o gosto do que cem mil réis'), mas sim a uma compreensão mais profunda do que significa ser amor 'da cabeça aos pés'.

## Versão de Pitty
A cantora de rock brasileira Pitty, lançou uma versão da canção em 8 de julho de 2016, como primeiro single do terceiro DVD ao vivo, Turnê SETEVIDAS: Ao Vivo (2016). Em 4 de novembro de 2016, sua versão em estúdio foi lançada como tema de abertura da telenovela Rock Story, da Rede Globo, bem como foi incluída em sua primeira trilha sonora, servindo como faixa promocional. A versão de estúdio ficou posicionado no top 40 dos mais vendidos no iTunes da Bolivia, e no top 10 no Brasil. O single se manteve há uma semana no top dos mais vendidos do iTunes Bolivia na categoria Rock.
Ela revelou uma versão inédita da música, apoiando-se em guitarras distorcidas e vocais abertos. A faixa adianta o lançamento do novo disco e filme ao vivo dela. "Essa música é desejo antigo, faz parte da minha história", comenta Pitty, sobre a cover, feita durante um show dela em Americana, no interior de São Paulo. "Lembro de ouvi-la desde criança na voz dos Novos Baianos, e essa ideia do ‘Eu sou amor, da cabeça aos pés’ sempre me marcou muito, a amplitude interpretativa dessa frase e a força dela."
Segundo a cantora, a performance de "Dê Um Rolê" não estava no roteiro dos shows da turnê mais recente dela, do disco SETEVIDAS (2014), que é base para o novo lançamento. "Nós resolvemos tocá-la esse dia, nesse show e essa única vez, como aquelas coisas que a gente gosta de fazer em shows e que saem da curva do que está combinado", explica. "Quando assistimos ao vídeo depois, eu e Rafael Ramos, na hora de montar o documentário, ela saltou aos nossos olhos e mexeu com a gente", segue Pitty. "É essa única performance durante a cobertura da turnê que vocês veem nesse vídeo. Um take só, do começo ao fim, amor da cabeça aos pés".

### Vídeo musical
Em 17 de junho de 2016, Pitty liberou o vídeo ao vivo da canção. Lançado com exclusividade pela Rolling Stone Brasil – traz algumas das imagens do filme, que tem 50 minutos de duração e inclui cenas de bastidores e apresentações em diversas cidades do Brasil. Dirigido por Otavio Sousa, Turnê Setevidas – Ao Vivo sai pelo selo Deckdisc e traz o registro de um show da cantora no "Audio Club", em São Paulo. "Acho que é a turnê mais profissional que já fizemos", comentou a cantora, em entrevista recente à RS Brasil. "Ainda é um show de rock, vigoroso, intenso, mas há sutilezas artísticas que vêm com o tempo e ajudam a aprofundar a coisa toda."

## Charts
| Chart (2016)                       | Versão  | Melhor posição |
| ---------------------------------- | ------- | -------------- |
| Brasil - iTunes Top 100 Tracks     | Ao Vivo | 61             |
| Brasil - iTunes Top Rock Songs     | Ao Vivo | 3              |
| Brasil - iTunes Top 10 Rock Songs  | Estúdio | 13             |
| Bolívia - iTunes Top 200 Songs     | Estúdio | 61             |
| Bolívia - iTunes Top 10 Rock Songs | Estúdio | 3              |